# Ingalill Rydberg
Eva Ingalill Rydberg, född 13 oktober 1953 i Luleå, är en svensk skådespelare.
Rydberg studerade först vid Skara skolscen och gick sedan ut Teaterhögskolan i Stockholm 1980. Hon grundade i början av 1990-talet den fria teatergruppen Ritziteatern tillsammans med Agneta Ahlin.

## Filmografi
- 1977 – Jack
- 1987 – Mälarpirater
- 1995 – Sommaren